# Język aszkun
Język aszkun – język z grupy języków nuristańskich. Używany przez ludy Askunu, Sanu i Gramsana (łącznie 1200 mówiących) w regionie doliny Pech w afgańskiej prowincji Kunar. Brak źródeł pisanych.